# Winnetous Testament
Winnetous Testament ist der Titel eines Textes, den Karl May noch schreiben wollte, aber vor seinem Tod nicht mehr verwirklichen konnte.

## Bei Karl May
Kurz vor seinem Tod teilt Winnetou seinem Blutsbruder Old Shatterhand mit, dass er ein Testament verfasst und am Fuß des Grabes seines Vaters vergraben hat.
Old Shatterhand birgt – in „Winnetou III“ – diese Aufzeichnungen, kann aber nur einen geringen Teil lesen, bevor sie ihm von dem Gegenspieler Santer genommen und bei dessen Tod vernichtet werden.
Jahre später kommt – in „Winnetou IV“ – der gealterte Old Shatterhand wieder dorthin zurück und gräbt, angeregt durch einen Hinweis, nochmals tiefer an derselben Stelle nach, wo er das erste Testament gefunden hatte. Er findet nun viele von Winnetou geschriebene Hefte, die er mitnimmt.
Von diesem Teil des Vermächtnis des Apachen werden in „Winnetou IV“ nur Auszüge und ein Begleitbrief 'zitiert', da Karl May zum Zeitpunkt, als er „Winnetou IV“ verfasste, offenbar die Absicht hatte, nach „Winnetou IV“ noch mindestens einen weiteren Band mit dem Titel „Winnetous Testament“ zu veröffentlichen. Diese Absicht wurde allerdings nie in die Tat umgesetzt. Selbst Notizen oder Vorstufen sind keine bekannt.

## Andere Autoren
Zwischen 1999 und 2006 haben die Recklinghäuser Schriftstellerin Jutta Laroche und der Hamburger Autor Reinhard Marheinecke versucht, diese Lücke zu schließen. In acht Bänden verfasste Jutta Laroche dabei die von Winnetou „geschriebenen“ (autobiografischen) Textteile; Reinhard Marheinecke übernahm die Rolle des lesenden Old Shatterhands und die Teile der Rahmenhandlung. Alle Bücher haben rund 250 Seiten und sind bei CBK Productions in Hamburg erschienen.
Auch der österreichische Karl-May-Forscher Anton Haider hinterließ ein – undatiertes – 31-seitiges Typoscript mit dem Titel „Winnetous Testament“. Dieser Text wurde in den Wiener Karl-May-Briefen (ab Heft 1/2010) in mehreren Fortsetzungen veröffentlicht.

### Bände
- Band 1: Winnetous Kindheit ISBN 3-932053-19-2
- Band 2: Blutsbrüder
- Band 3: Häuptling der Apachen
- Band 4: Unruhige Jahre
- Band 5: Die Farbe des Blutes
- Band 6: Rot und Weiß
- Band 7: Brennendes Wasser
- Band 8: Dem Abschied entgegen ISBN 3-932053-57-5